# Чемпионат СССР по лыжным гонкам 1949
21-й лично-командный чемпионат СССР по лыжным гонкам проходил в Свердловске с 13 по 19 марта 1949 года. Соревнования проводились по семи дисциплинам — гонки на 18, 50 км, эстафета 4×10 км, бег патрулей 30 км (мужчины), гонки на 5 и 8 км, эстафета 4х5 км (женщины).

## Медалисты

### Мужчины
|                    | Золото                                                                 | Серебро                                                                     | Бронза                                                               |
| ------------------ | ---------------------------------------------------------------------- | --------------------------------------------------------------------------- | -------------------------------------------------------------------- |
| Гонка на 18 км     | Оляшев Владимир Вооружённые Силы Москва                                | Чернев Герман «Динамо» Москва                                               | Володин Пётр Вооружённые Силы Москва                                 |
| Гонка на 50 км     | Смирнов Василий «Динамо» Москва                                        | Володин Пётр Вооружённые Силы Москва                                        | Оляшев Владимир Вооружённые Силы Москва                              |
| Эстафета 4х10 км   | Москва Оляшев Владимир Чернев Герман Протасов Михаил Смирнов Василий   | РСФСР Борин Анатолий Рогожин Иван Коротков Евгений Орлов Павел              | Москва Морозов Петр Оботнин Владимир Корнилов Иосиф Хрящиков Василий |
| Бег патрулей 30 км | Москва Володин Пётр Чернев Герман Матюшенков Валентин Николаев Аркадий | РСФСР Коротков Евгений Латухин Николай Жаворонков Тимофей Храмцов Александр | Эстонская ССР Лонть Карл Рандла Херберт Аспер Вальдеко Кукк Пауль    |

### Женщины
|                 | Золото                                                                        | Серебро                                                          | Бронза                                                                |
| --------------- | ----------------------------------------------------------------------------- | ---------------------------------------------------------------- | --------------------------------------------------------------------- |
| Гонка на 5 км   | Ярмоленко Ульяна «Химик» Ярославль                                            | Болотова Зоя «Пищевик» Москва                                    | Плотникова Анастасия «Авангард» Свердловск                            |
| Гонка на 8 км   | Болотова Зоя «Пищевик» Москва Плотникова Анастасия «Авангард» Свердловск      |                                                                  | Ярмоленко Ульяна «Химик» Ярославль                                    |
| Эстафета 4х5 км | РСФСР Велимаа Айна Ярмоленко Ульяна Малофеева Александра Плотникова Анастасия | Москва Погудина Мария Комарова Нина Маркова Неонила Болотова Зоя | РСФСР Ромашова Анна Акишина Евгения Початова Мария Баусова Александра |